# Le Viaduc à l'Estaque
Le Viaduc à l'Estaque est un tableau du peintre français Paul Cézanne réalisé en 1882. Cette huile sur toile est un paysage qui représente un viaduc à L'Estaque, un quartier de Marseille. Autrefois la propriété d'Ambroise Vollard, l'œuvre est conservée depuis 1950 à l'Allen Memorial Art Museum d'Oberlin, dans l'Ohio.